# Emission (Briefmarken)
Als Emission (von lateinisch: emittere – aussenden) bezeichnet der Philatelist die Ausgabe von mindestens einer Briefmarke an einem Tag. Eine Ausgabe kann zu einer Briefmarkenserie mit mehreren Ausgabedaten gehören.
Der Begriff dient auch für die Beschreibung des Ausgabezeitraums einer Serie und dieser Serie selbst. So wurde beispielsweise die erste österreichische Briefmarkenausgabe zwischen 1850 und 1858 emittiert. Diese Briefmarkenserie bezeichnen viele Sammler daher als erste Emission von Österreich.
Den ersten Tag, an dem eine neue Briefmarkenausgabe verkauft wird, nennt der Philatelist Ausgabetag. Dieser Ausgabetag muss jedoch nicht zwingend der erste Tag sein, an dem die Verwendung einer Briefmarke zum Freimachen von Postsendungen erlaubt ist. Diesen ersten Gültigkeitstag nennt der Philatelist Ersttag. Manchmal werden Briefmarken von der jeweiligen Postverwaltung bereits Tage vor ihrem Gültigkeitsbeginn ausgegeben.
Häufig werden anlässlich des Ersttags Ersttagsbriefe mit Ersttags-Sonderstempeln herausgegeben; dafür ist die englische Abkürzung FDC (First Day Cover) geläufig, um Verwechselungen mit der Abkürzung ETB für Ersttagsblatt zu vermeiden.
Auch die Ausgabe von Wertpapieren und neuer Münzen wird als Emission bezeichnet (siehe Emission (Wirtschaft)).